# 矢賀うり
矢賀うり（やがうり）は広島県広島市東区矢賀地区で栽培される地域ブランドの瓜で、同地域の伝統野菜のひとつ。

## 特徴
肉質が柔らかいのが特徴で、主に浅漬けなどにして食べられている。また、鮮やかな緑色に黄色の縦縞を持つ。大きさは、1個が300g～400gの中型でこれより大きくなったものは奈良漬けに使用される。

## 歴史
昭和30年代（1955年～1964年）に矢賀で栽培されたのが始まりとされ（産経新聞の記事では、明治から大正と紹介されている）耐暑性が強く夏に苦みの出にくい系統の選抜が行われ、現在の品種が完成した。